# 구토름 시구르손
구토름 시구르손(노르웨이어: Guttorm Sigurdsson, 고대 노르드어: Guthormr Sigurðarson, 1199년 ~ 1204년 11월 8일)은 노르웨이의 국왕(재위: 1204년 1월 2일 ~ 1204년 8월 11일)이다. 스베리르 가 출신이다.

## 생애
시구르 라바르(Sigurd Lavard)의 사생아로 태어난 아들이며 스베레 시구르손 국왕의 손자이기도 하다.
1204년 1월 2일 호콘 3세 국왕이 반대파에 의해 암살당하면서 노르웨이의 국왕으로 즉위했다. 즉위 당시에는 나이가 어렸기 때문에 호콘 갈렌(Håkon Galen, 미친 호콘)이 섭정 역할을 수행했다. 1204년 8월 11일에 사망했으며 노르웨이의 왕위는 잉에 보르손(Inge Bårdsson, 잉에 2세)이 승계받았다.
| 전임 호콘 3세 | 노르웨이의 국왕 1204년 1월 2일 ~ 1204년 8월 11일 | 후임 잉에 2세 |